# Andy Smith (Fußballspieler)
Andrew William Smith (* 25. September 1980 in Lisburn) ist ein ehemaliger nordirischer Fußballspieler und heutiger Fußballtrainer. Als Spieler war er 18-facher nordirischer Nationalspieler. Seit Anfang 2024 ist er Cheftrainer des finnischen Erstligisten Haka Valkeakoski.

## Spielerkarriere

### Im Verein
Smith begann seine Karriere beim nordirischen Erstligisten Ballyclare Comrades, ehe ihn im September 1999 der englische Zweitligist Sheffield United verpflichtete und ab November desselben Jahres für zwei Monate an den Drittligisten FC Bury auslieh. Aufgrund diverser Verletzungen konnte sich der Stürmer nach seiner Rückkehr in Sheffield nicht durchsetzen und wurde im Herst 2001 erneut für zwei Monate zurück nach Nordirland an den Erstligisten Glenavon FC ausgeliehen. Anfang 2002 wechselte Smith dauerhaft zurück nach Nordirland und schloss sich dem Erstligisten Glentoran FC an. Als Stammspieler wurde er mit dem Verein unter anderem 2003 nordirischer Meister und 2004 Pokalsieger, wobei ihm allein in der Saison 2002/03 wettbewerbsübergreifend in allen Spielen 35 Tore gelangen, davon 22 in der Liga.
Gegen Zahlung einer Ablösesumme verpflichtete ihn im Sommer 2004 der englische Zweitligist Preston North End. Nachdem er dort bis dahin in zwölf Ligaspielen zum Einsatz gekommen war, wurde Smith im November kurzzeitig an den Drittligisten Stockport County verliehen. Nach seiner Rückkehr konnte er sich nicht mehr durchsetzen und bestritt nur noch zwei weitere Ligaspiele für den Verein. Im August 2005 folgte eine weitere zweimonatige Leihe zum schottischen Erstligisten FC Motherwell. Im Anschluss an seine Rückkehr schaffte er es in Preston jedoch nicht mehr in den Spieltagskader. Im November 2006 wurde er an den Drittligisten Cheltenham Town verliehen, wobei seine Verpflichtung aufgrund finanzieller Schwierigkeiten des Vereins durch Spenden von Fans finanziert wurde. Die Leihe wurde jedoch bereits nach drei Wochen wieder abgebrochen, nachdem sich Smith dort geweigert hatte, bei einem Pokalspiel auf der Ersatzbank Platz zu nehmen. Im Januar 2007 wurde sein Vertrag in Preston aufgelöst, woraufhin sich Smith kurz darauf im Februar dem Drittligisten Bristol City anschloss. Mit der Mannschaft erreichte er am Saisonende den Aufstieg in die Championship, sein auslaufender Vertrag wurde jedoch nicht verlängert.
Nach vorübergehender Vereinslosigkeit kehrte Smith nach Nordirland zurück und unterschrieb im Oktober 2007 einen Zweimonatsvertrag bei Portadown FC. Nach dessen Ablauf verließ er den Verein zunächst wieder, ehe sich die Parteien im Februar 2008 auf einen längerfristigen Vertrag bis Sommer 2010 einigen konnten. Nach dem Zwangsabstieg des Vereins in die zweite Liga im Sommer 2008  nahm er jedoch in der anschließenden Saison 2008/09 eigenmächtig nicht mehr am Trainings- und Spielbetrieb teil. Im Juli 2009 wechselte er zum Erstligisten Ballymena United. In zwei Spielzeiten bestritt er für den Verein 53 Ligaspiele und erzielte sieben Tore. Im April 2011 wurde sein Vertrag einvernehmlich vorzeitig aufgelöst, wobei berichtet wurde, Smith beabsichtige nach Vietnam zu wechseln.
Im August 2011 schloss sich Smith dem belgischen Viertligisten UR Namur an, für den er ein halbes Jahr lang spielte, ehe sein Vertrag im Februar 2012 wieder aufgelöst wurde. Nach einem gescheiterten Wechsel zum französischen Viertligisten CSO Amnéville zu Beginn der Saison 2012/13 kehrte er zunächst nach Nordirland zurück und unterschrieb am 30. August 2012 einen Vertrag beim Zweitligisten Carrick Rangers, der jedoch bereits einen Tag später wieder aufgelöst wurde, um stattdessen weitere Probetrainings in Frankreich und Belgien wahrzunehmen, die jedoch erfolglos blieben. Zurück in Nordirland trainierte der vereinslose Smith ab Sommer 2013 bei seinem ehemaligen Verein Glentoran mit, der jedoch von einer Verpflichtung absah. Im Januar 2014 stattete ihn der Erstligist Crusaders FC mit einem Halbjahresvertrag bis zum Saisonende aus. In der anschließenden Saison 2014/15 bestritt Smith als spielender Co-Trainer beim portugiesischen Viertligisten Moura AC noch sieben Ligaspiele, ehe er seine Spielerkarriere beendete.

### Nationalmannschaft
Nach dem Gewinn der nordirischen Meisterschaft mit Glentoran debütierte Smith im Juni 2003 bei einem Freundschaftsspiel gegen Italien in der nordirischen Nationalmannschaft. Innerhalb der nächsten zwei Jahre bestritt der Stürmer insgesamt 18 Länderspiele, in denen er ohne Torerfolg blieb. Sein letztes Länderspiel absolvierte er im Juni 2005 gegen Deutschland. Im Oktober desselben Jahres gehörte er in der WM-Qualifikation gegen Wales noch bei einem weiteren Spiel dem Kader an, ohne dort zum Einsatz zu kommen, wurde anschließend jedoch nicht mehr in die Nationalmannschaft berufen.

## Trainerkarriere
2014 schloss sich Smith als spielender Co-Trainer dem portugiesischen Viertligisten Moura AC an, bei dem sein früherer Sheffielder Mannschaftskollege Bruno Ribeiro Cheftrainer war. Ihm folgte er auf mehreren Stationen. Nach einer kurzen Zeit gemeinsam bei CD Pinhalnovense war das Trainergespann ab Januar 2015 beim Erstligisten Vitória Setúbal tätig. Zur neuen Saison 2015/16 ging er mit ihm zum bulgarischen Erstligisten Ludogorez Rasgrad, verließ den Verein nach Ribeiros Entlassung im August 2015 aber ebenfalls. Ab Februar 2016 war er erneut in Portugal tätig und übernahm als Co-Trainer von Ribeiro den Zweitligisten Académico de Viseu FC und blieb auch nach dessen Rücktritt unter Nachfolger Jorge Casquilha bis zum Saisonende im Verein. Im Sommer 2016 folgte er Ribeiro als Co-Trainer zum englischen Drittligisten Port Vale. Nach dessen Rücktritt im Dezember 2016 verließ er den Verein ebenfalls wieder.
Im Sommer 2022 erhielt Smith seine erste Stelle als Cheftrainer beim slowakischen Zweitligisten MFK Dubnica. Nach einem durchwachsenen Start in die Saison mit drei Siegen, einem Unentschieden und vier Niederlagen in den ersten acht Ligaspielen trennte sich der Verein Anfang September 2022 wieder von ihm. Ein Jahr später verpflichtete ihn im Herbst 2023 der finnische Erstligist Haka Valkeakoski als neuen Cheftrainer ab dem Beginn der neuen Saison Anfang 2024.

## Erfolge
Als Spieler
- Nordirischer Meister: 2003
- Nordirischer Pokalsieger: 2004
- Aufstieg in die Championship: 2007